# Dorothea Hochleitner
Dorothea „Thea“ Hochleitner (* 10. Juli 1925 in Bad Gastein; † 11. Mai 2012 in Kufstein) war eine österreichische Skirennläuferin. Sie feierte in den 1950er-Jahren zahlreiche Siege bei internationalen Rennen, wurde sechsfache österreichische Meisterin und gewann die Bronzemedaille im Riesenslalom bei den Olympischen Winterspielen 1956.

## Biografie
Hochleitner begann schon früh mit dem Skisport und erzielte im Nachwuchsbereich einige Erfolge. Zu Beginn der 1950er-Jahre gelang ihr der Anschluss an die österreichische Spitze. 1951 gewann sie die Abfahrt der internationalen Wintersportwoche in Bad Gastein, 1952 siegte sie in den Riesenslaloms von Zell am See und am Hochkönig und wurde ins Nationalteam des Österreichischen Skiverbandes aufgenommen.
Den ersten großen Sieg ihrer Karriere feierte Hochleitner 1953 in der Abfahrt des Arlberg-Kandahar-Rennens in St. Anton, zudem gelang ihr mit dem sechsten Slalomrang noch der dritte Platz in der Kombination. Im nächsten Winter belegte sie zwei vierte Plätze in Abfahrt und Kombination des Hahnenkammrennens in Kitzbühel und nahm an den Weltmeisterschaften 1954 in Åre teil. Dort hatte sie jedoch keinen Erfolg und konnte ihr einziges Rennen, die Abfahrt, nicht beenden. Bei den Österreichischen Meisterschaften 1954 in ihrem Heimatort Bad Gastein gewann sie die Titel in Slalom, Riesenslalom und Kombination.
Im Winter 1954/55 gewann Hochleitner die Hahnenkamm-Kombination und wurde Dritte in der Abfahrt. Einen weiteren Sieg feierte sie im Slalom des Harriman Cups in Sun Valley, in Abfahrt und Kombination belegte sie den zweiten Platz. Bei den Olympischen Winterspielen 1956 in Cortina d’Ampezzo gewann die mittlerweile 30-Jährige hinter ihrer Teamkollegin Josefa Frandl und der deutschen Siegerin Ossi Reichert die Bronzemedaille im Riesenslalom, welche auch als WM-Medaille zählte. Mit dem siebenten Platz in der Abfahrt und Rang zwölf im Slalom verpasste sie eine weitere Medaille in der Kombination nur ganz knapp.
In der Saison 1956/57 gewann die Salzburgerin die Abfahrt in Crans-Montana sowie den Slalom, die Abfahrt und die Kombination am Ätna auf Sizilien. Zweite Plätze erreichte sie im Slalom von Kitzbühel und in den Riesenslaloms der SDS-Rennen von Grindelwald und in Navacerrada. Im Winter 1957/58 bestritt sie ihre letzten Rennen. Zwar konnte sie kein Rennen mehr gewinnen, erreichte aber im Slalom von Garmisch-Partenkirchen den zweiten Platz und wurde Dritte in der Abfahrt von Grindelwald sowie im Riesenslalom von Seefeld. Bei ihren „Heimwltmeisterschaften“ 1958 blieb sie mit Platz neun im Riesenslalom und Rang 20 in der Abfahrt jedoch hinter ihren Erwartungen. Nach der Saison beendete Hochleitner im Alter von 32 Jahren ihre aktive Karriere. Danach war sie viele Jahre als Mitarbeiterin der Skifirma Kneissl tätig.

## Sportliche Erfolge

### Olympische Winterspiele
- Cortina d’Ampezzo 1956: 3. Riesenslalom, 7. Abfahrt, 12. Slalom

### Weltmeisterschaften
- Cortina d’Ampezzo 1956 : 3. Riesenslalom, 4. Kombination, 7. Abfahrt, 12. Slalom
- Bad Gastein 1958: 9. Riesenslalom, 20. Abfahrt

### Österreichische Meisterschaften
Hochleitner wurde sechsfache österreichische Meisterin:
- 2 × Slalom (1954 und 1955)
- 2 × Riesenslalom (1954 und 1956)
- 2 × Kombination (1954 und 1955)

## Auszeichnungen
- Goldenes Verdienstzeichen der Republik Österreich 1996